# Nikołaj Bunge
Nikołaj Christianowicz Bunge (ros. Николай Христианович Бунге, ur. 11 listopada?/23 listopada 1823 w Kijowie, zm. 3 czerwca?/15 czerwca 1895 w Carskim Siole) – rosyjski ekonomista, akademik Petersburskiej Akademii Nauk 1890, działacz państwowy.

## Życiorys
Od 1850 profesor Uniwersytetu Kijowskiego, od 1852 szef katedry ekonomii i statystyki. W latach 1859–1880 (z przerwami) rektor Uniwersytetu Kijowskiego. Od 1865 kierownik Oddziału Banku Państwowego w Kijowie. W 1880 zastępca ministra, a w latach 1881–1886 minister finansów.
W latach 1887–1895 przewodniczący Komitetu Ministrów Imperium Rosyjskiego. Zwolennik liberalizmu i przeciwnik poglądów Karola Marksa w dziedzinie ekonomii. Będąc ministrem finansów dążył do wzmocnienia i rozbudowy państwowych kolei żelaznych. Dał pozwolenie na budowę prywatnych kolei. Za pieniądze skarbu państwa rozwijał metalurgię i przemysł maszynowy, ratował przed bankructwem przedsiębiorstwa i banki. Bunge próbował uporządkować system budżetowy państwa i system pieniężny. Prowadził politykę reform na wsi.